# Pancreatitis necrosante
La pancreatitis necrosante es una complicación grave de la pancreatitis aguda caracterizada por la presencia de parénquima pancreático o grasa peri pancreática no viable que puede debutar como una zona focal o una afectación difusa de la glándula que está asociado con altas tasas de morbilidad y mortalidad.

## Epidemiología
En determinados casos, en cuestión de porcentajes un 15% representa la evolución de una pancreatitis aguda a una pancreatitis necrosante, y ésta, como anteriormente se explicó, es una complicación con alto grado de morbilidad y mortalidad.
En un  30% de los casos el tratamiento es quirúrgico, lo cual agrava el pronóstico.
Una de las principales causas de mortalidad tardía tras dos o tres semanas de iniciada la pancreatitis aguda es la infección del tejido pancreático necrosado.

## Fisiopatología
La pancreatitis aguda es una enfermedad inflamatoria y puede cursar en forma leve como una pancreatitis intersticial y en forma severa, que es causada por una necrosis isquémica y hemorrágica del parénquima pancreático. Se debe primeramente explicar la fisiopatología de la pancreatitis aguda para comprender la evolución a una pancreatitis necrosante.
Lo primero que va a ocurrir es la lesión del tejido pancreático, esta misma se da por la activación del tripsinógeno el cual llega a generar una respuesta inflamatoria en el paciente. Va a estar caracterizada por la participación de células CD40, linfocitos B, T y monocitos. 
Su evolución se da en tres fases:
1. Primera fase: Se trata principalmente en la activación de enzimas digestivas en el interior del páncreas y daño de células acinares, esta lesión acinar es consecuencia de la activación de tripsina. El avance del daño pancreático produce isquemia microvascular y obstrucción de los acinos pancreáticos, por lo que se deduce que el daño es ocasionado por las enzimas pancreáticas.
2. Segunda fase: Implica la activación, quimioatracción y secuestro de leucocitos y macrófagos en el páncreas lo cual aumenta la respuesta inflamatoria, se ha demostrado que el secuestro de neutrófilos también activa el tripsinógeno.
3. Tercera fase: Esta etapa depende de enzimas proteolíticas y citocinas activadas, estas digieren membranas celulares y causan proteólisis, edema, hemorragia intersticial y daño vascular y tres tipos de necrosis, la coagulativa, la grasa y la de las células del parénquima.

Se pueden llegar a liberar péptidos bradicininos, sustancias vasoactivas e histamina esto ocasionado por el daño y muerte celular que a su vez produce vasodilatación, mayor permeabilidad vascular y edema con efectos profundos en muchos órganos. La necrosis acinar es el signo microscópico básico de la pancreatitis aguda necrosante. En primera instancia se puede observar trombosis en la microcirculación acompañadas de desprendimiento del endotelio, estos cambios no producen arresto de la circulación por lo que no son cambios visibles. Posteriormente los trombos comienzan a aparecer en la periferia y se extienden hacia el centro, en este caso si se da el arresto de la circulación, la fibrina crece en la periferia del trombo como una red entonces se genera la contracción y la cicatrización y junto con estos cambios se da la trombólisis. En los focos de fibrina generados se puede acumular calcio y es por eso la calcinosis que se ha encontrado en el parénquima pancreático. Al haber arresto de la circulación persistente se genera permeabilidad vascular lo cual desencadena hemorragia y posterior extravasación de glóbulos rojos más lisis celular provocando formaciones de hemosiderina en el parénquima pancreático.

## Clínica
Los síntomas de la necrosis pancreática imitan los de la pancreatitis crónica, de los cuales el más común es el dolor intenso en la parte superior del abdomen, también puede involucrar la parte inferior del tórax o la parte inferior del abdomen, a menudo es más intenso al acostarse pero puede sentirse menos intenso al sentarse o agacharse. Otros síntomas incluyen náuseas, vómitos persistentes, íleo paralítico, fiebre, taquicardia y taquipnea son prominentes debido a la liberación de mediadores inflamatorios. La pérdida de líquidos en el tercer espacio produce hipovolemia e hipotensión. En la mayoría de los casos severos, la hemorragia retroperitoneal es una manifestación habitual, que se manifiesta como el signo de Grey Turner, el  signo de Cullen y el signo de Fox, que denotan respectivamente  equimosis en flancos, región peri-umbilical y región inguinal.

## Complicaciones
Infección.
Inflamación.
Obstrucción biliar.
Conducto pancreático desconectado.
Pseudoaneurisma.
Hemorrágia espontánea.
Trombosis venosa.

## Diagnóstico
La pancreatitis necrosante es poco común, un 10% de los pacientes con pancreatitis aguda evolucionan a una pancreatitis necrosante. La mortalidad de una pancreatitis necrosante es alta (15%) por lo que la correcta identificación del nivel de gravedad de la pancreatitis es muy importante para el abordaje de los pacientes. Para ser diagnosticada debe haber pasado primero por la diagnosis de una pancreatitis aguda y luego una valoración del nivel de la gravedad. Siendo la Tomografía Computarizada el método más apropiado para identificar entre una pancreattis intersticial y una pancreatitis necrosante y de este modo llegar al diagnóstico de este último. Es preferible realizar un TAC entre los 3 y 5 días para su posible diferenciación.

## Tratamiento
En los últimos años el tratamiento de la pancreatitis aguda necrosante ha ido cambiando y actualmente se caracteriza por tener diversos tipos de tratamiento y no uno solo. Hay que tener en cuenta que esta complicación de la pancreatitis aguda, es muy común y potencialmente letal. El tratamiento principal es la necrosectomía.
Necrosectomía abierta con abdomen abierto y drenaje
En este caso lo ideal es dejar abierto el abdomen, cada 48 horas se lleva al paciente a sala de operaciones para desbridar, hasta que el tejido de granulación haya reemplazado la necrosis restante. Se colocan tubos de succión para un drenaje superficial, se cubre la herida con apósitos y se coloca una malla entre los bordes de la fascia. Las heridas se cierran por segunda intención.
Necrosectomía abierta con lavado postoperatorio continuo
Este procedimiento consiste básicamente en la administración de dos o más sondas de irrigación de doble lumen (20-24 French) y una sonda de goma silicon de un solo lumen (28-32 French) a través de incisiones separadas con sus puntas en el saco menor y área necrótica. La sonda de lumen más pequeño se usa como entrada y la sonda de lumen más grande como salida de flujo. Se utilizan de 35 a 40 litros de solución salina para el lavado. Los drenos se pueden remover en 2 o 3 semanas.
Necrosectomía abierta con abdomen cerrado y drenaje
Esta técnica es muy semejante al lavado continuo postoperatorio. Después de remover el tejido necrótico se cierra la pared abdominal y se colocan múltiples drenos. Se utilizan los drenos de Penrose.
Drenaje Percutáneo
Consiste en prevenir una sepsis. Se ha descrito como tratamiento de primera línea en la pancreatitis necrosante. Esta técnica permite la intervención mínimamente invasiva en la fase temprana de la necrosis severa, cuando un manejo quirúrgico abierto podría aumentar la mortalidad. Puede usarse como tratamiento primario o como terapia junto con otras técnicas, o para reducir colecciones de fluido que persisten postoperatoriamente. Se realiza un abordaje retroperitoneal a través del flanco izquierdo, donde se colocan catéteres de tamaño 12-30 French guiados por TAC o ultrasonido con lavados de solución salina cada 8 horas. Dentro de las recomendaciones para el uso de esta técnica se encuentran la necrosis infectada probada por cultivos positivos y deterioro clínico. Está asocia con un 20% de mortalidad y 28% de morbilidad siendo las complicaciones más frecuentes; perforación del colon, sangrado intraabdominal, fístulas grastrointestinales y pancreáticas.
Manejo Endoscópico Retroperitoneal
Es un abordaje con manejo laparoscópico modificado, incluye técnicas a nivel percutáneo, creadas mediante drenaje guiado por TAC. Consiste en dilatar el tracto y colocar un nefroscopio rígido, un endoscopio o incluso un laparoscopio hasta lograr visualizar la necrosis. A nivel translumbar izquierdo se realiza una incisión o una incisión pequeña subcostal, luego se bebrida y se lava hasta lograr remover la necrosis. El término más usado para describir esta técnica es desbridamiento retroperitoneal asistido. Se asocia con una mortalidad que varía de 0 a 20% y una morbilidad de 10-30%.
Manejo Endoscócipo
La necrosectomía endoscópica es una técnica de gran auge como tratamiento de la necrosis pancreática infectada. Se realiza bajo sedación con midazolam, propofol o fentanil. El abordaje endoscópico puede realizarse a través del estómago o duodeno. La punción de la colección de fluido puede ser mediante visualización directa de la protuberancia o guiada por ultrasonido, se hace con una aguja #19 y se introduce una guía con ayuda de fluoroscopio. El tracto se dilata 8mm con un balón. Luego 2 o más stents de plástico se colocan y se irriga con 1 litro de solución salina durante 24 horas. 2

## Pronóstico
Existen factores clínicos que predicen la gravedad como lo es la edad avanzada, fiebre, masa palpable en el abdomen, taquipnea, íleo paralítico persistente, obesidad, shock y signos hemorrágicos Cullen y Grey-Turner y su eficacia aumenta junto con los criterios de puntuación multifactoriales, los más utilizados son los Criterios de Ranson , Glasgow, APACHE-II y Score de Bisap.
Signos de severidad en Tomografía Computarizada :
| Grado | Hallazgos | Calificación |
| ----- | --- | ------------ |
| A     | Tamaño normal del páncreas, bordes definidos, contorno uniforme, contraste homogéneo, grasa peripancreática retroperitoneal sin contraste.                  | 0            |
| B     | Agrandamiento del páncreas focal o difuso, en el contorno puede ser irregular; el contraste puede no ser homogéneo pero no hay inflamación peripancreática. | 1            |
| C     | Inflamación peripancreática, anomalías pancreáticas intrínsecas.                                                                                            | 2            |
| D     | Acumulación de líquidos intra o extrapancreáticos. | 3            |
| E     | Dos o más acumulaciones grandes o presencia de gas en el páncreas o en el plano retroperitoneal.                                                            | 4            |

Índice Severidad Topográfico
Grado de Clasificación
| Balthazar | Puntos | % Necrosis | Puntos |
| --------- | ------ | ---------- | ------ |
| A         | 0      | -          | -      |
| B         | 1      | 0          | 0      |
| C         | 2      | < 33       | 2      |
| D         | 3      | 33-50      | 4      |
| E         | 4      | > 50       | 6      |